# Botafogo de Futebol e Regatas
|  | Aquest article tracta sobre el club de Rio de Janeiro. Vegeu-ne altres significats a «Botafogo (desambiguació)». |

El Botafogo de Futebol e Regatas és un club poliesportiu, destacant en futbol, brasiler, del barri de Botafogo a la ciutat de Rio de Janeiro a l'estat de Rio de Janeiro.

## Història

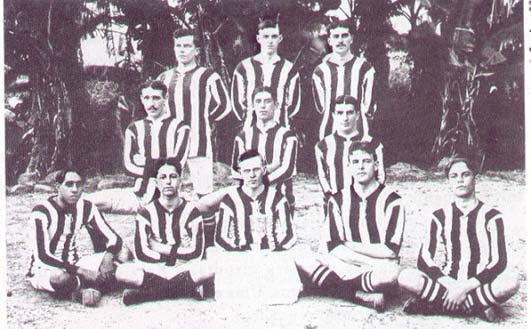
Equip del Botafogo el 1906.

L'1 de juliol de 1894 es fundà el Clube de Regatas Botafogo, un club de rem. El nom provenia del seu barri d'origen. Adoptà els colors blanc i negre i el seu emblema era un estel solitari (estrela d'alva)
El 12 d'agost de 1904 un altre club fou fundat al barri per un grup d'estudiants del col·legi Alfredo Gomes, l'Electro Club, més tard anomenat Botafogo Football Club (el 18 de setembre). Ben aviat es convertí en un dels millors clubs de futbol de la ciutat guanyant diversos campionats carioques. Inicialment el club portava samarreta blanca però el 1906 adoptà la samarreta llistada blanca i negra per jugar el seu primer campionat carioca, compartint els colors i aficionats amb el club de rem. L'equip que jugava al carrer Conde d'Iraja passà a jugar al carrer Humaità 52. Conquerí el seu primer títol el 1907. El 1938 inaugurà l'estadi General Severiano.
El 8 de desembre de 1942 ambdós clubs es fusionaren naixent el Botafogo de Futebol e Regatas. Entre els primers grans ídols de la torcida destacaren Heleno de Freitas, Quarentinha i Paraguaio als anys 40. El 1953 començà a jugar al club Garrincha, el que seria gran estrella dels blanc i negres. Altres grans jugadors de l'època foren Nilton Santos, Didí, Mário Zagallo i Amarildo. Durant els 60 i 70 passaren per l'equip Gérson, Jairzinho, Roberto Miranda i Paulo César Lima. El 1977 l'equip es mudà a Marechal Hermes.

## Estadis
El club juga els seus partits a Engenhão (Estádio Olímpico João Havelange) inaugurat el 2007, també juga partits a l'estadi de Maracanã.

## Palmarès
- 1 Copa Conmebol: 1993

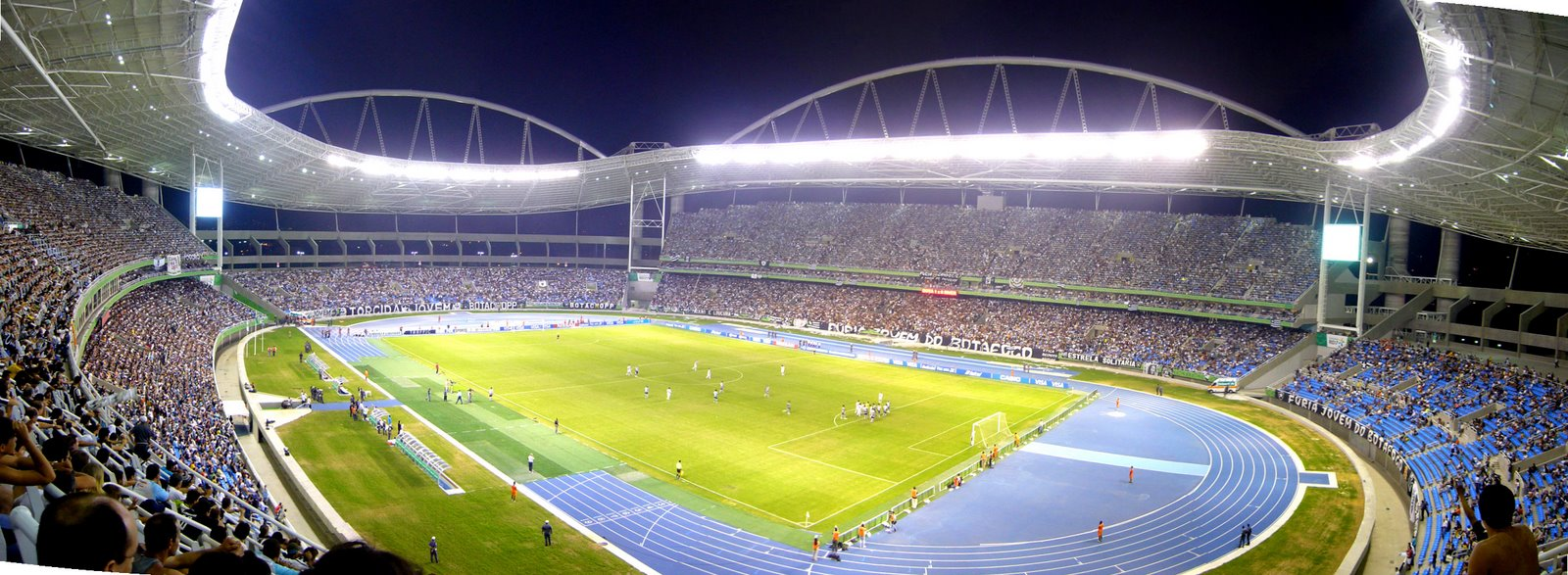
Estadi de Botafogo FR inaugurat el 2007, Engenhão.

- 1 Campionat brasiler de futbol: 1995.
- 1 Taça Brasil: 1968
- 4 Torneig Rio-São Paulo: 1962, 1964, 1966, 1998
- 20 Campionat carioca: 1907*, 1910, 1912, 1930, 1932, 1933, 1934, 1935, 1948, 1957, 1961, 1962, 1967, 1968, 1989 (imbatut), 1990, 1997, 2006, 2010, 2013
- 8 Torneio Início: 1934, 1938, 1947, 1961, 1962, 1963, 1967, 1977
- 6 Taça Guanabara: 1967, 1968, 1997, 2006, 2009, 2010
- 5 Taça Rio de Janeiro: 1989, 1997, 2007, 2008, 2010
- 1 Taça Cidade Maravilhosa: 1996

* Compartit amb el Fluminense.

## Jugadors destacats
| - Alemão - Amarildo - Bauer - Bebeto - Brito - Carlos Alberto - Carlos Alberto Santos - Carvalho Leite - Didi - Donizete - Garrincha | - Gérson - Heleno de Freitas - Jairzinho - Josimar - Leônidas da Silva - Manga - Marinho Chagas - Mário Zagallo - Mauro Galvão - Nilo - Nílton Santos | - Pamplona - Patesko - Paulo César Caju - Paulo Valentim - Roberto Miranda - Quarentinha - Túlio Maravilha - Valdo - Zézé Procópio |

## Galeria

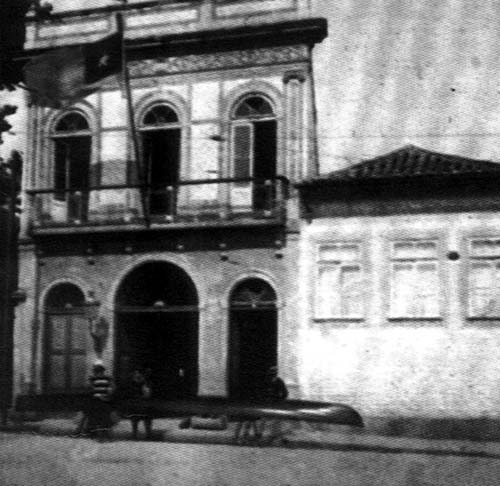
Primera seu del CR Botafogo.
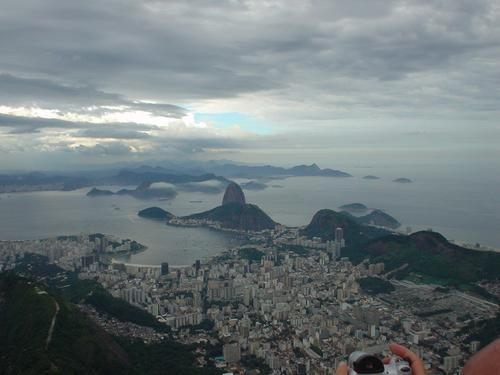
Vista aèria del barri de Botafogo, a Rio de Janeiro.
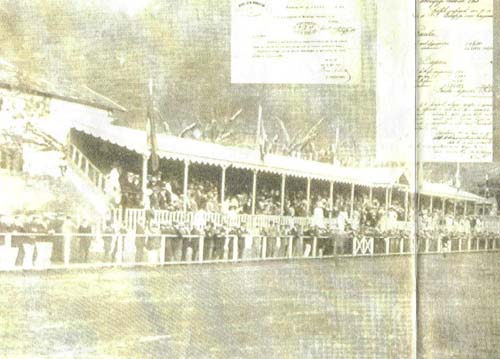
Antic estadi de la Rua Voluntários da Pátria.
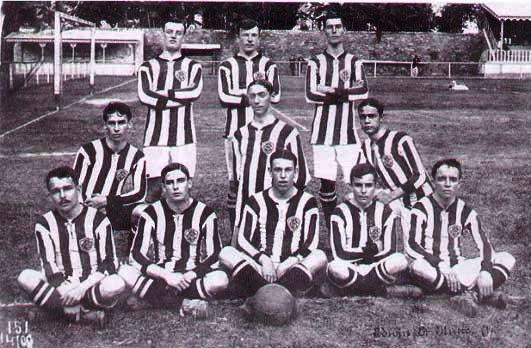
Equip del Botafogo el 1910.
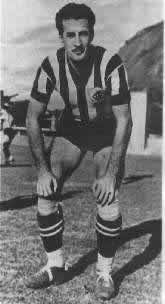
Carvalho Leite.
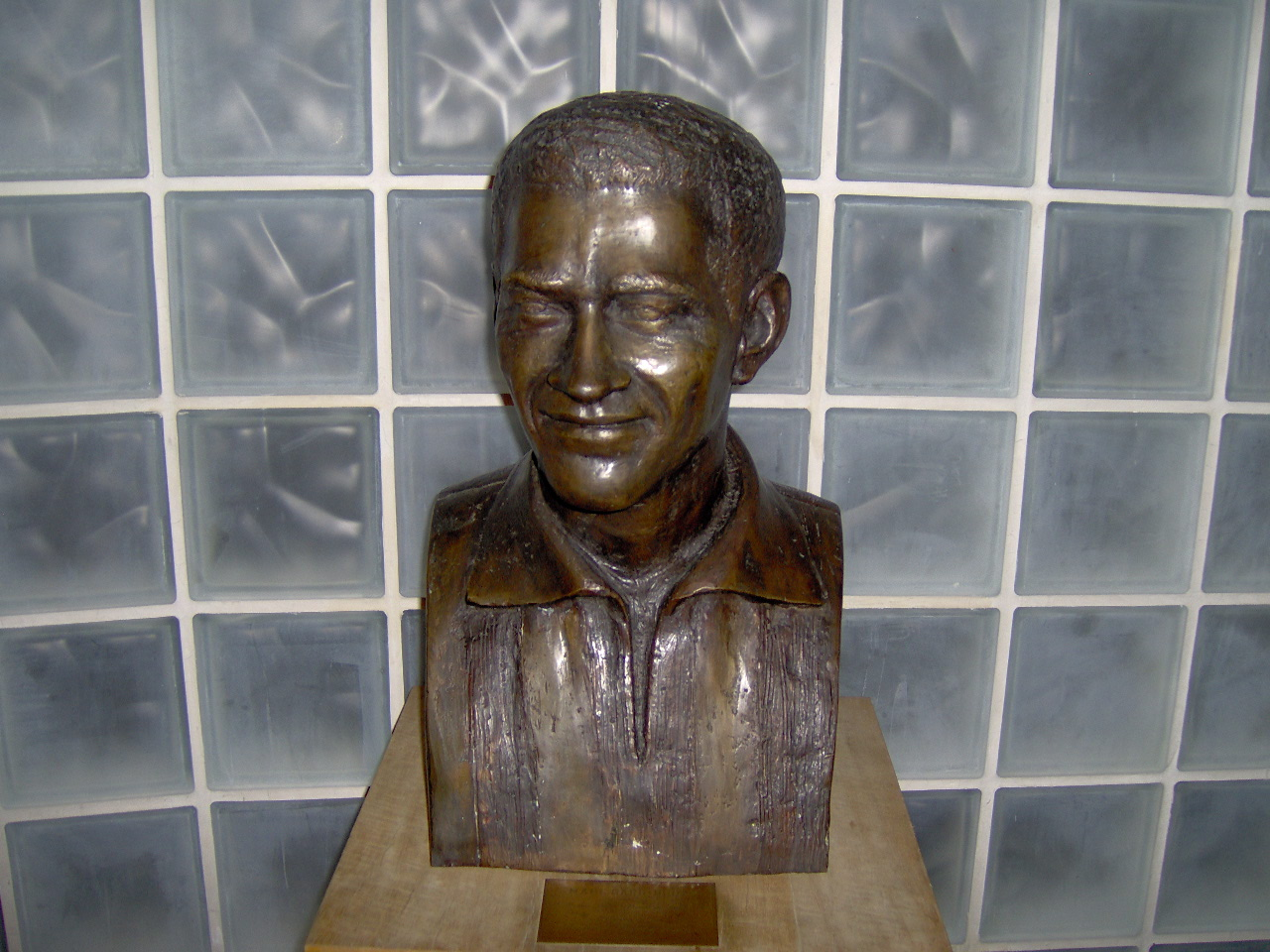
Bust de Garrincha.
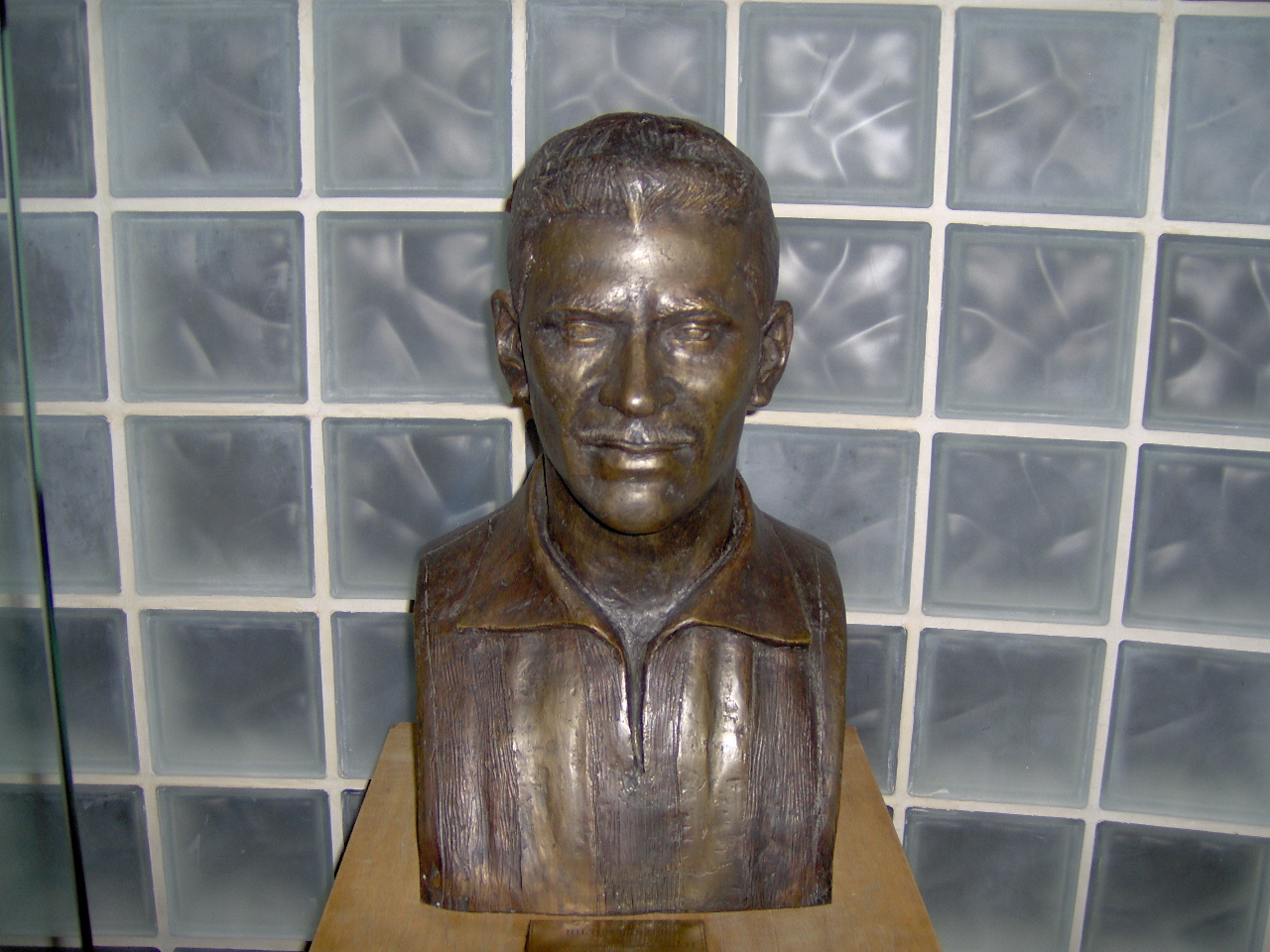
Bust de Nílton Santos.
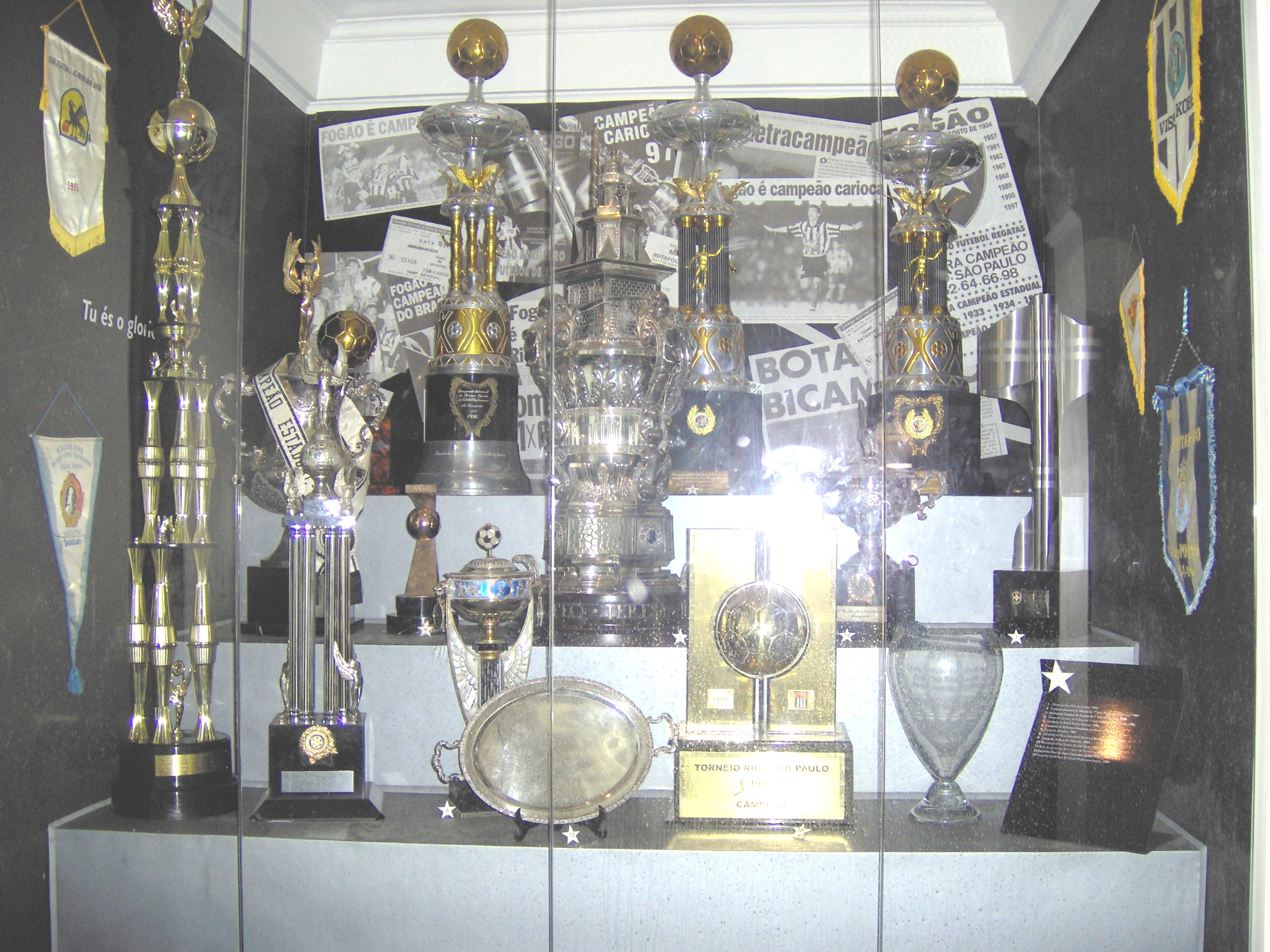
Sala de trofeus del club.
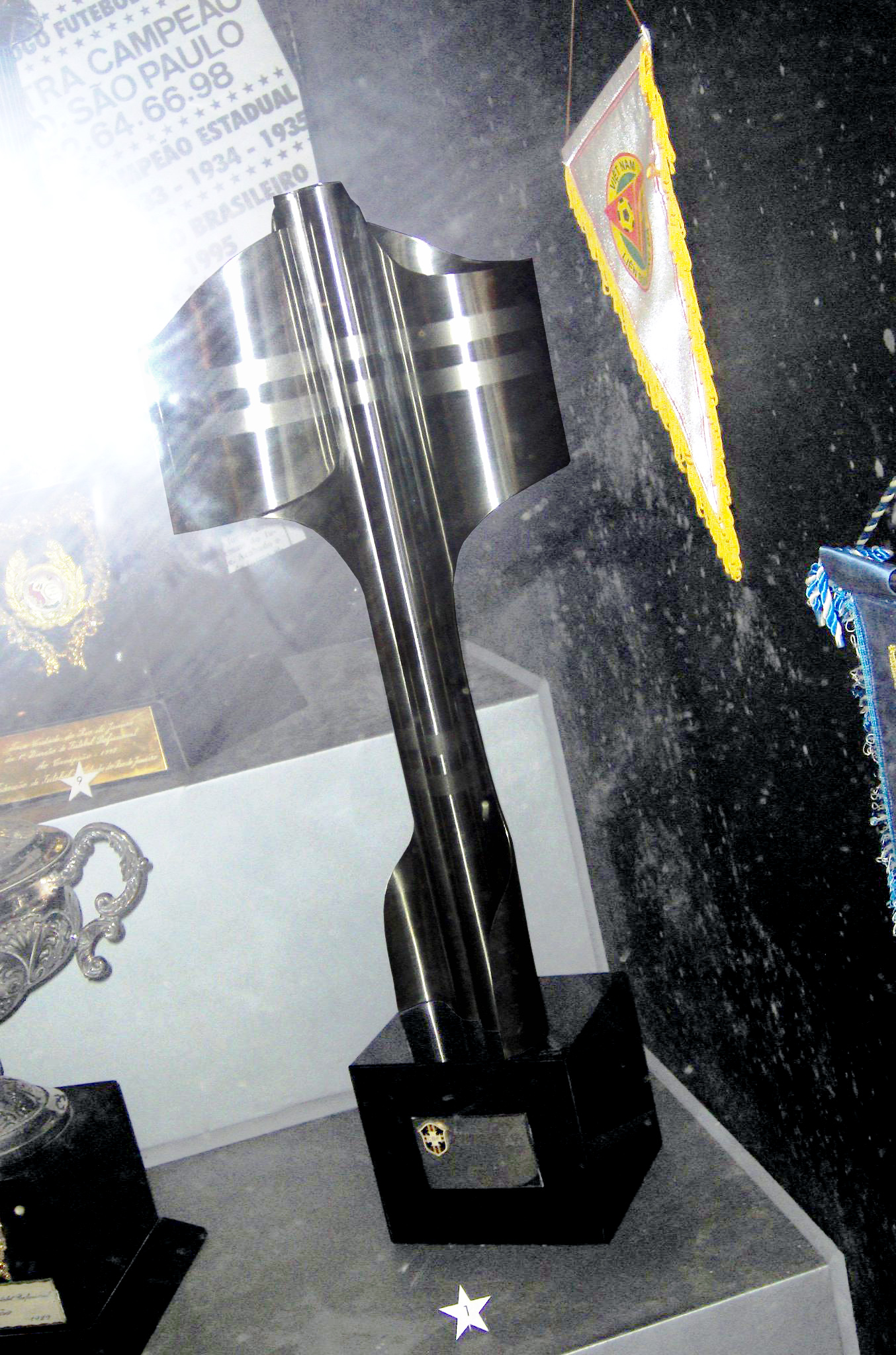
Trofeu del campionat brasiler de 1995.
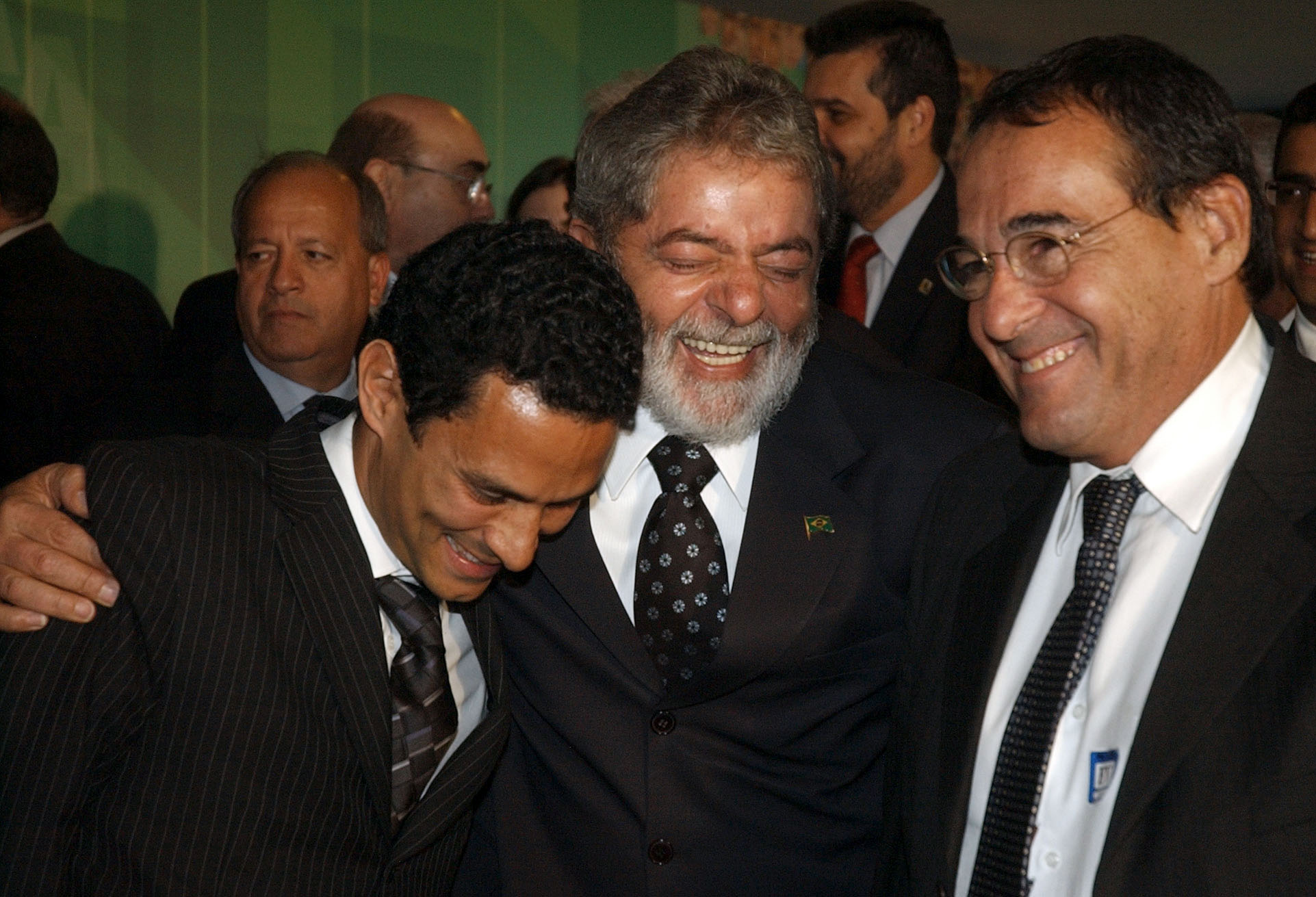
Bebeto de Freitas, a la dreta del jugador Túlio i del president Lula.
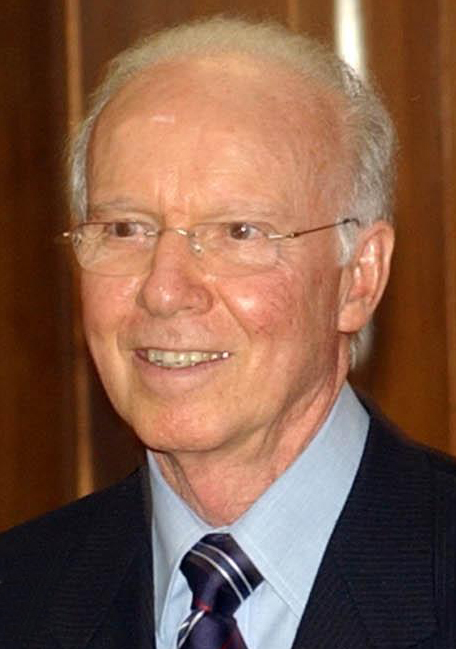
Mário Zagallo.
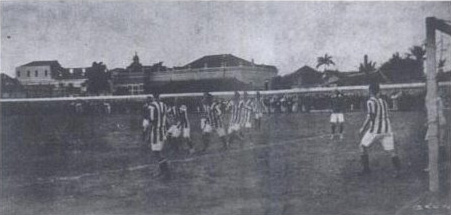
Estadi General Severiano el 1913.
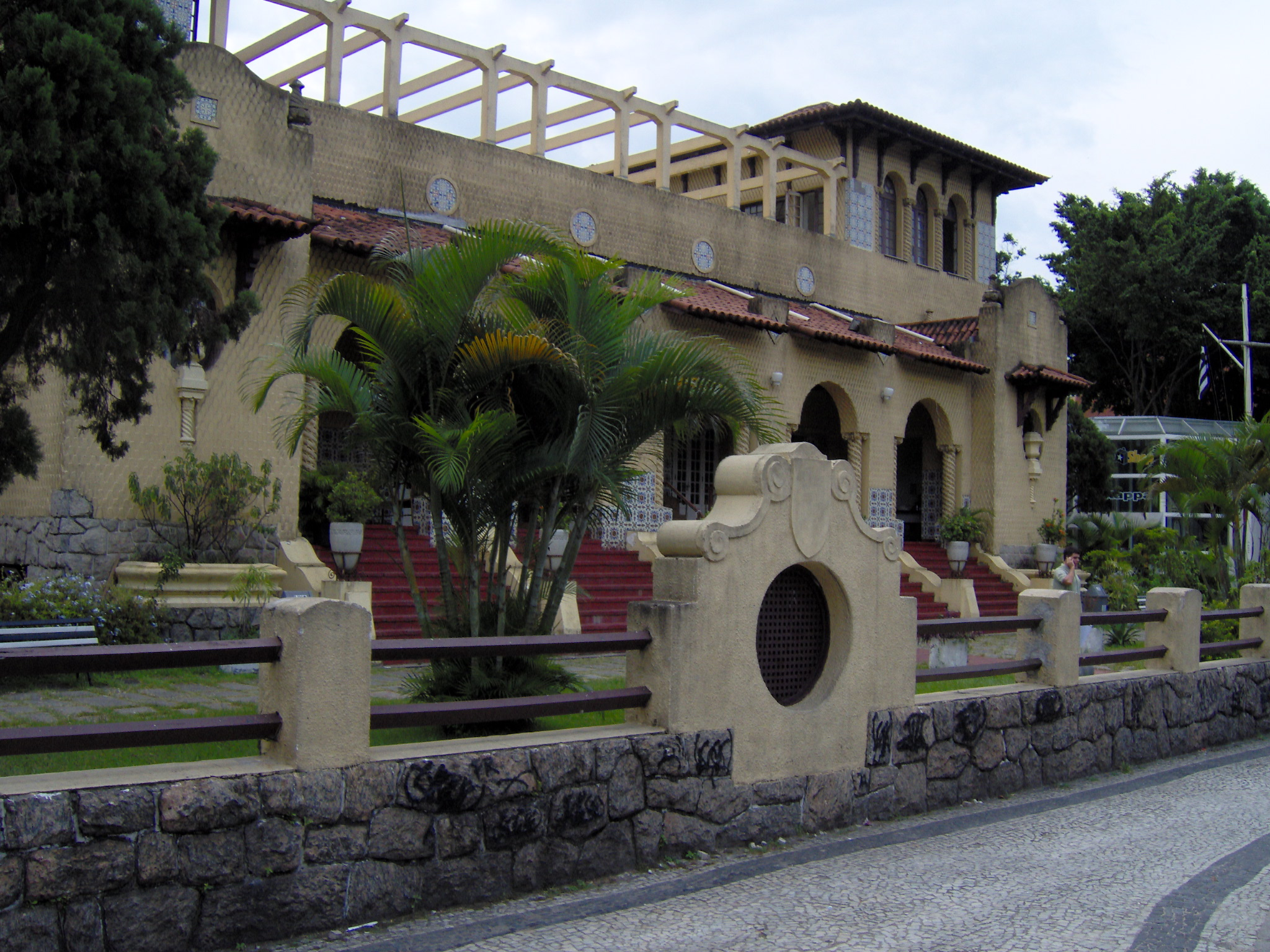
Entrada de l'estadi General Severiano.
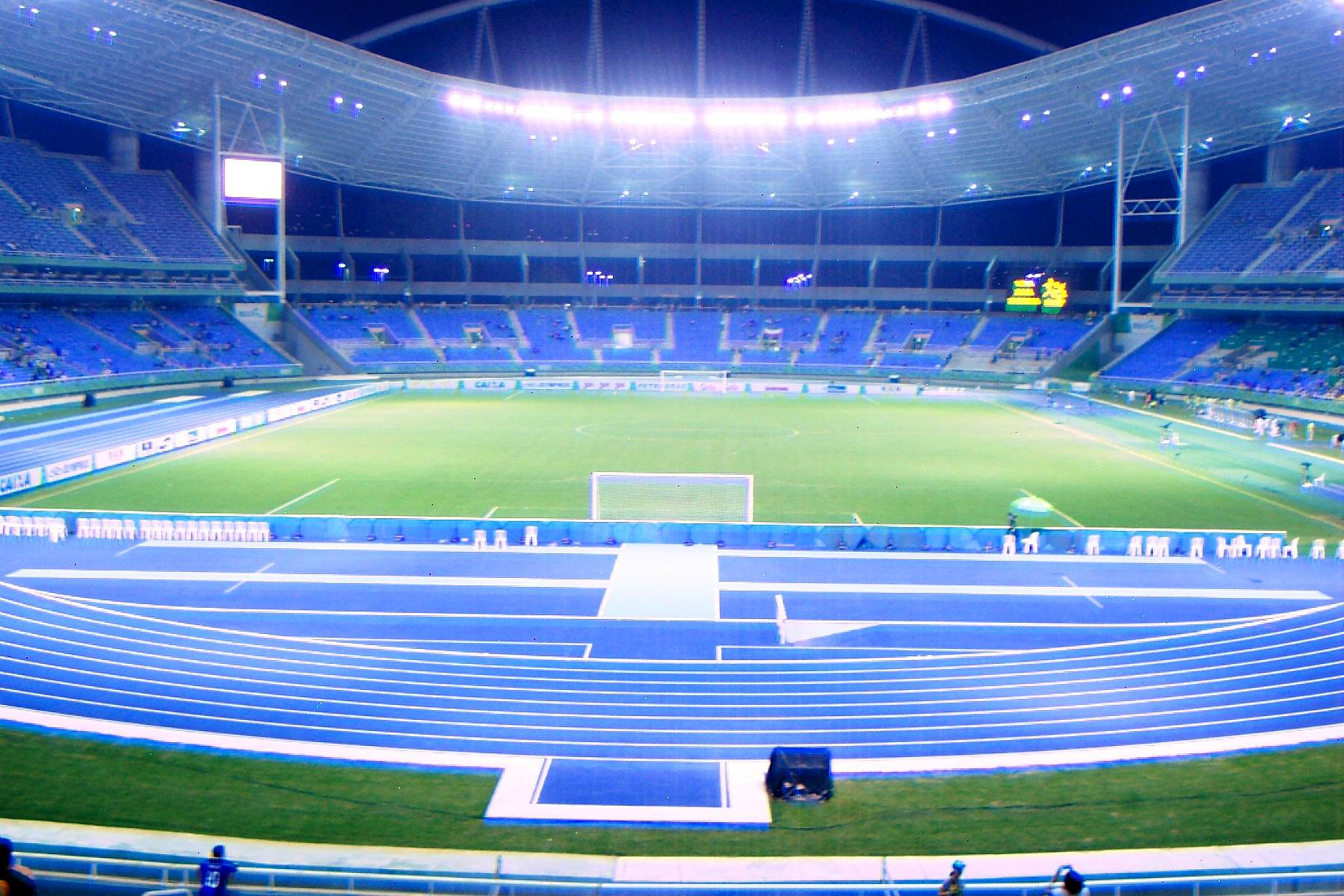
O Engenhão als Jocs Panamericans de 2007.
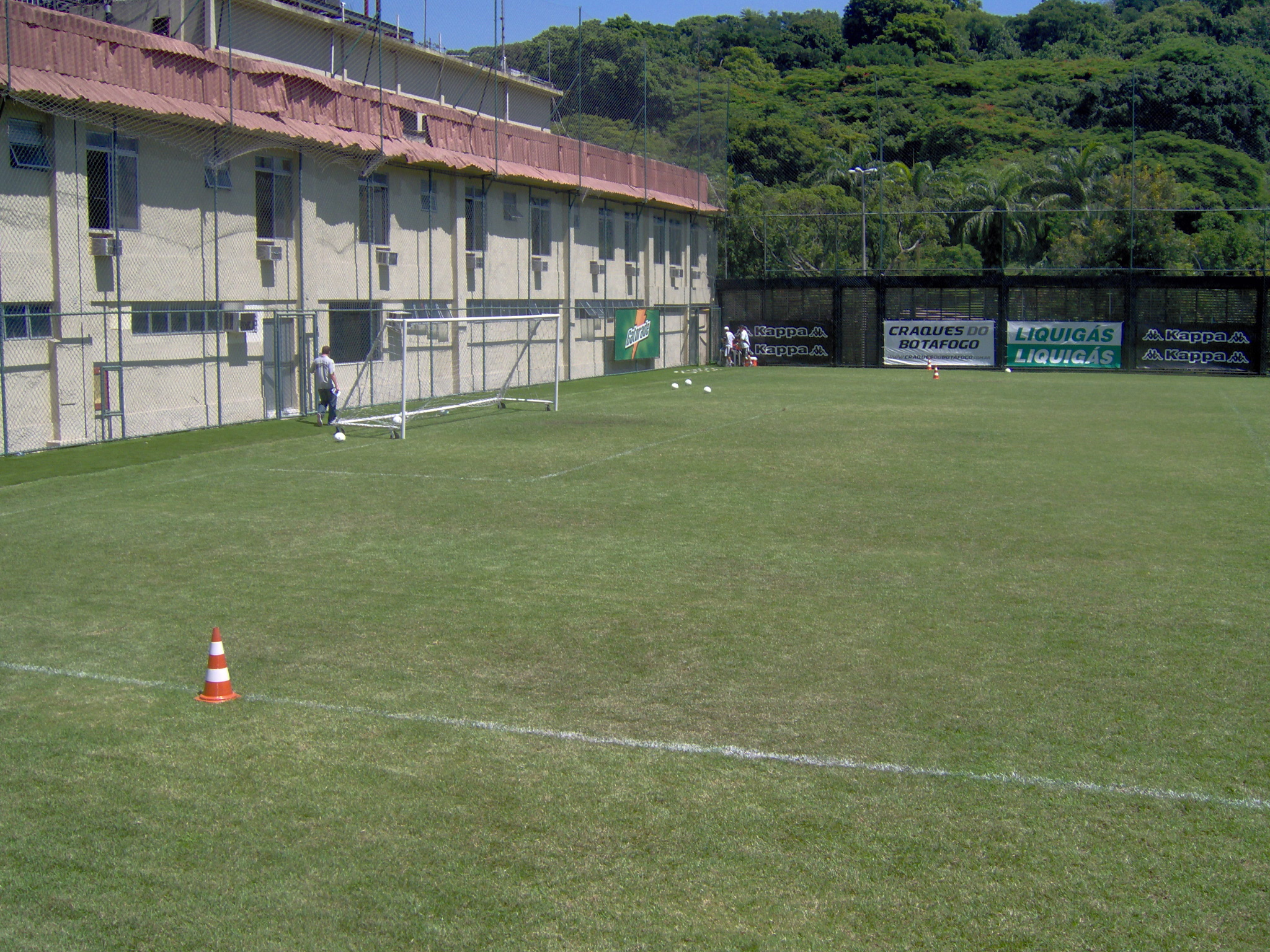
Centre d'entrenament João Saldanha.
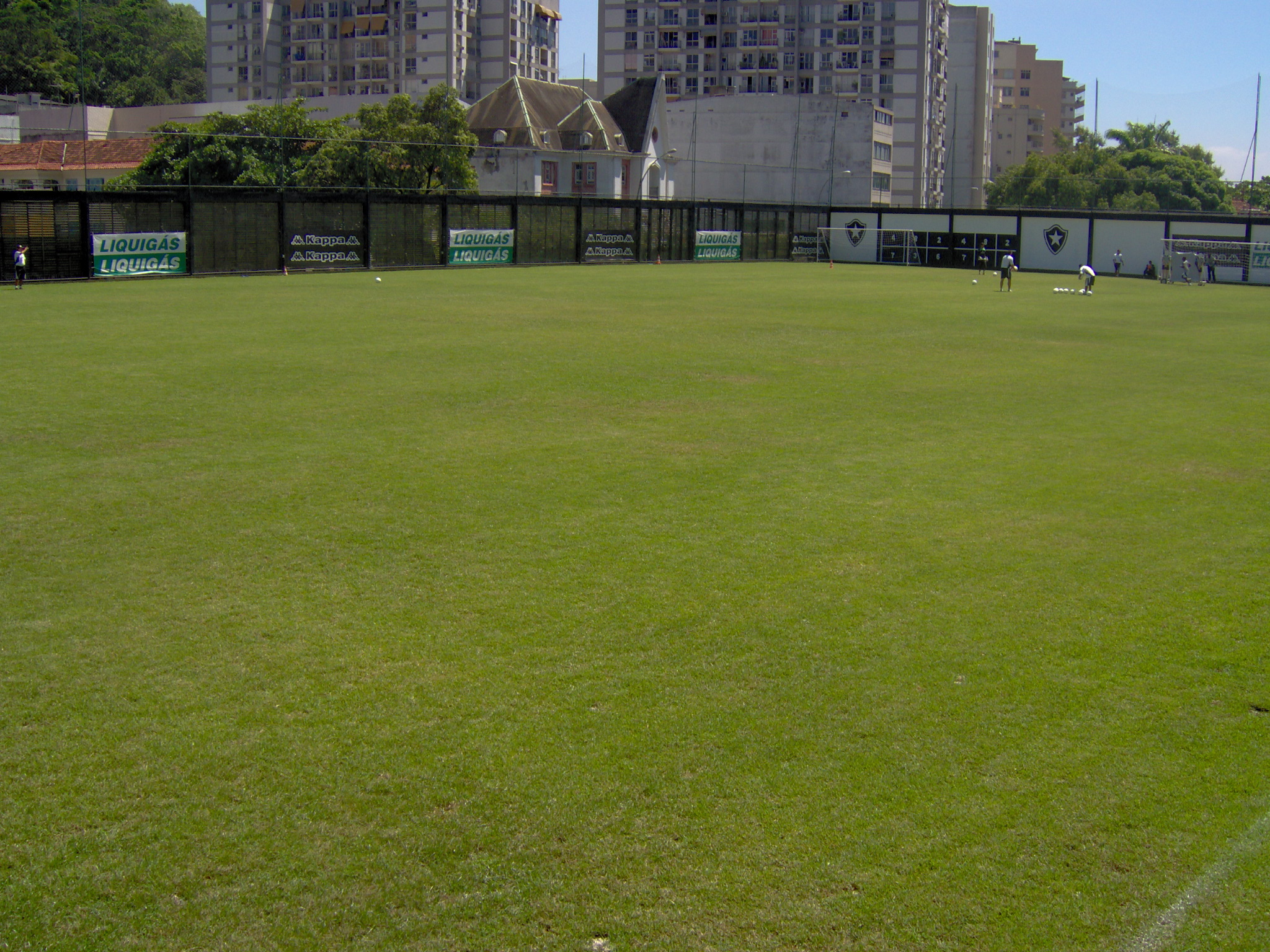
Centre d'entrenament João Saldanha.
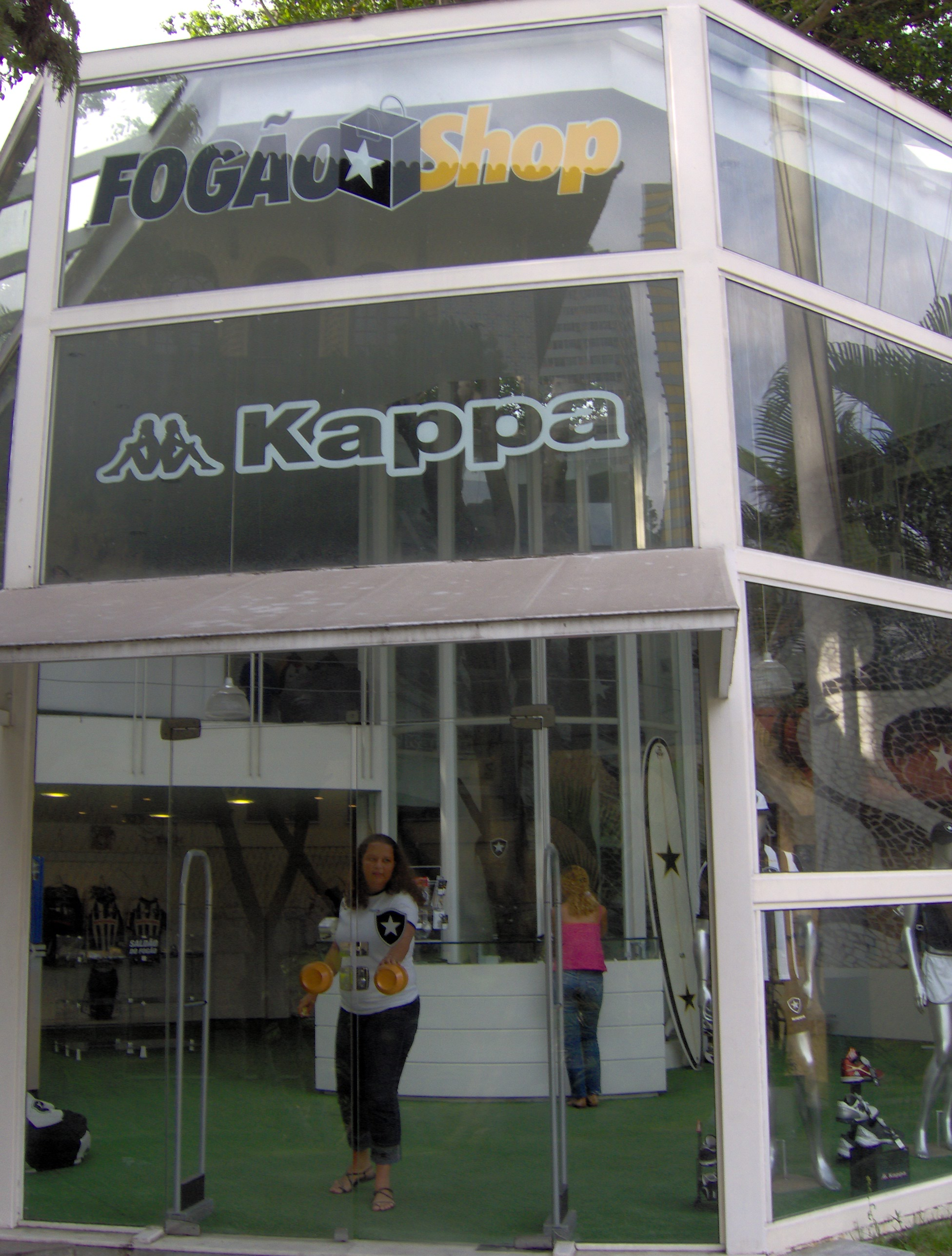
Botiga a Rio de Janeiro.
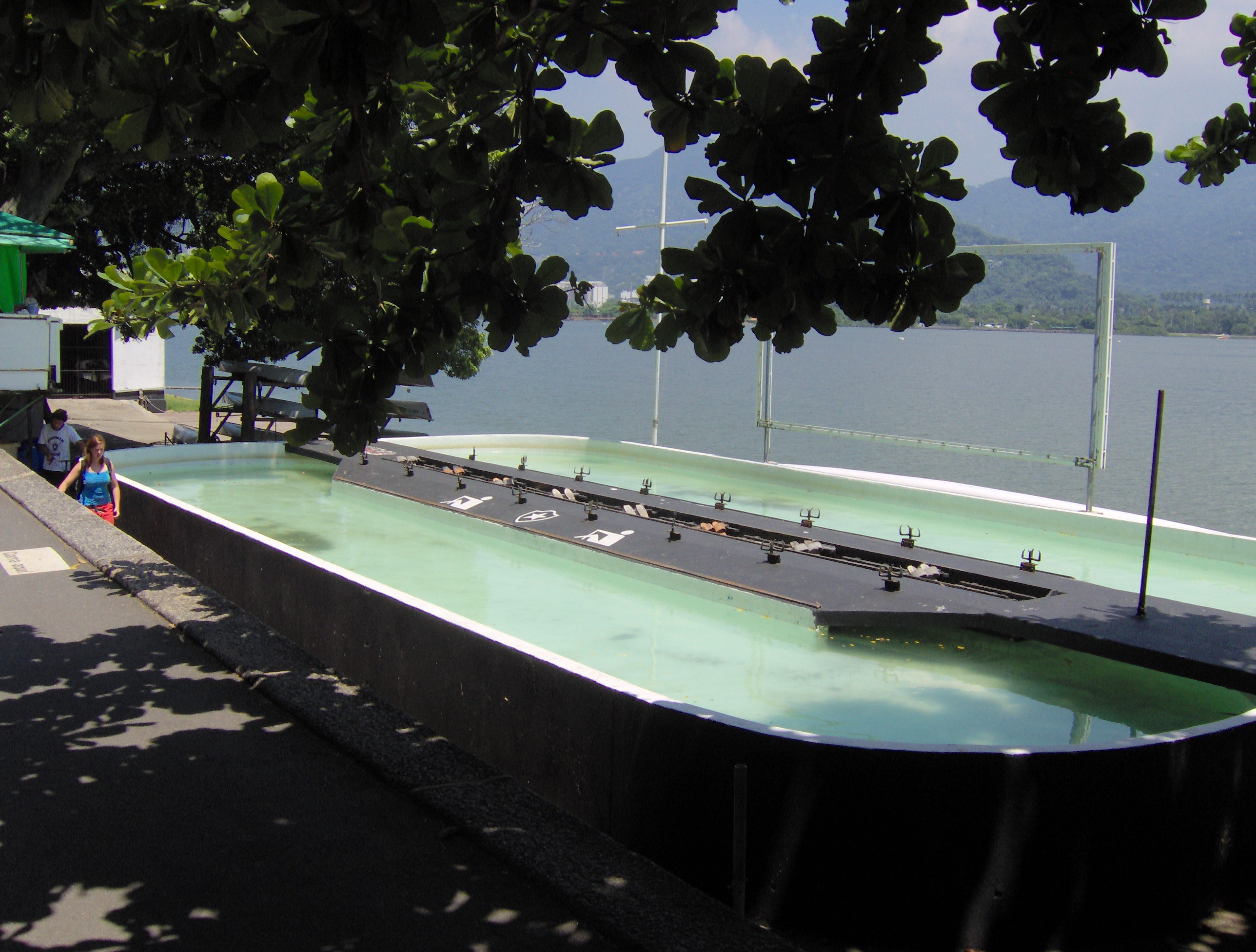
Seu nàutica del Botafogo, a la Lagoa Rodrigo de Freitas.
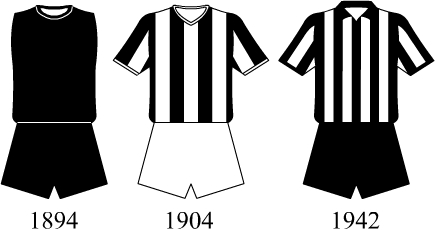
Uniformes de CRB, BFC i BFR.
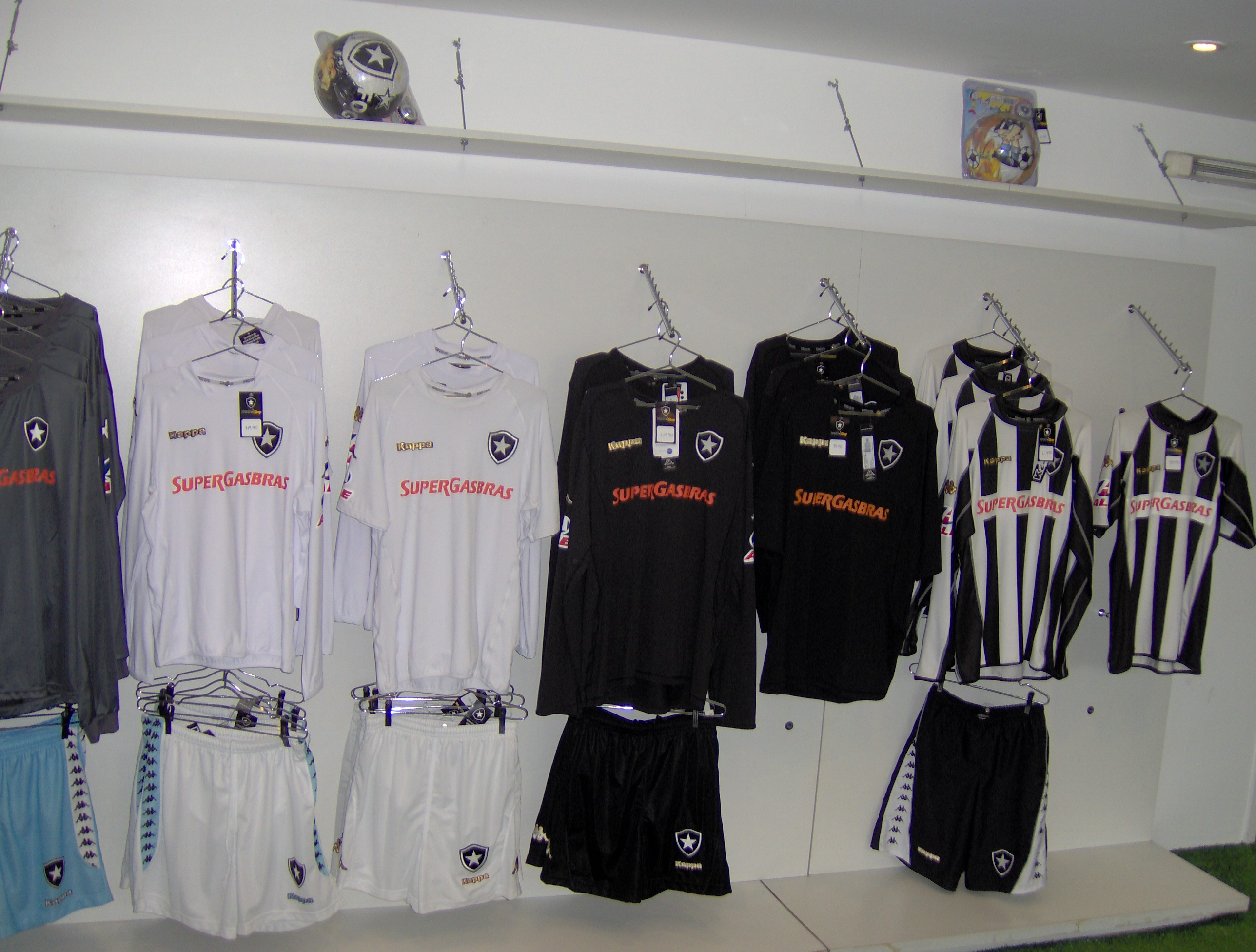
Samarretes de la temporada 2006-07.
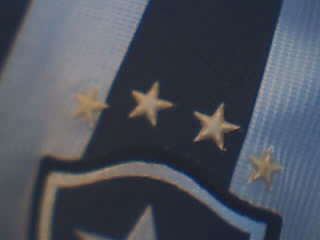
Estrelles de campió damunt l'escut.
A Estrela Solitária, emblema del club.
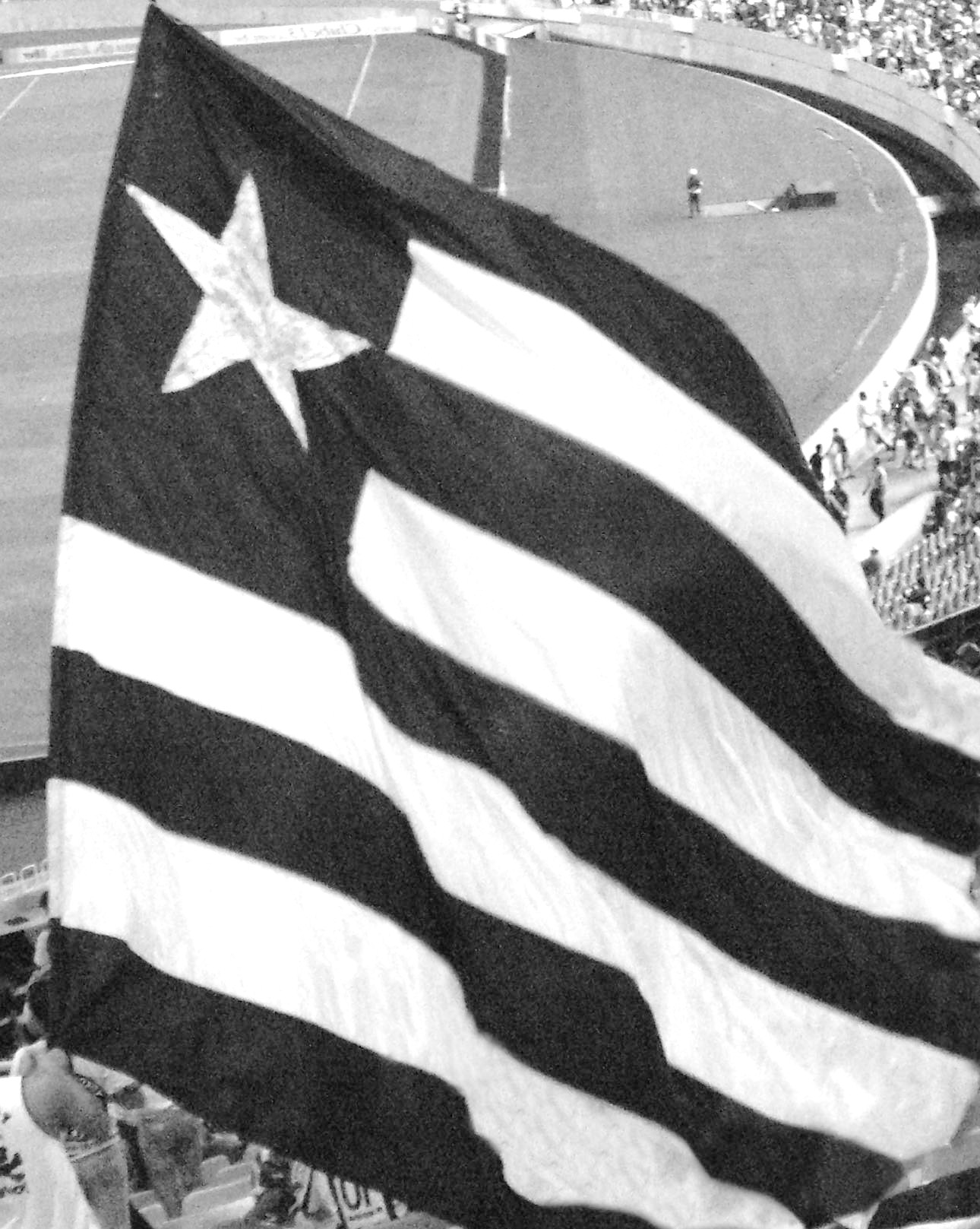
Bandera del Botafogo.
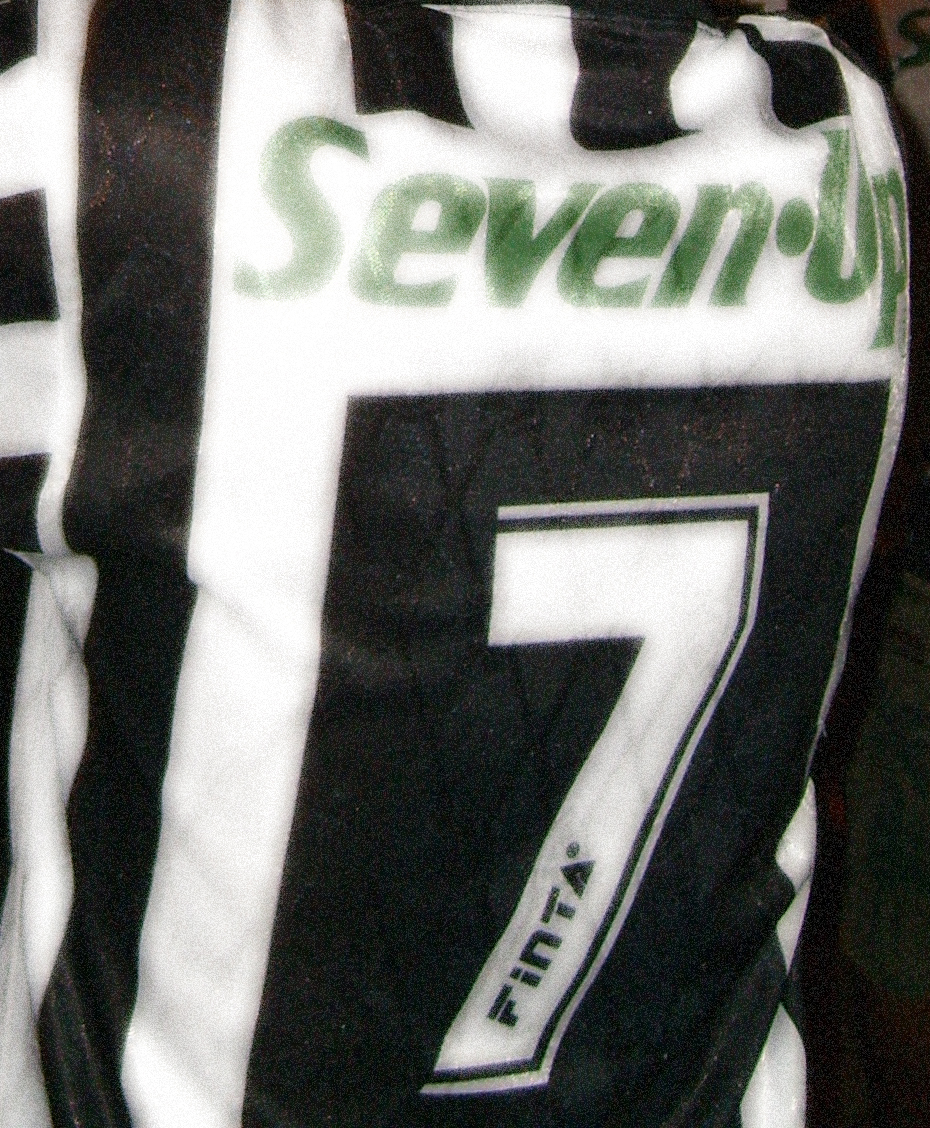
Samarreta amb el número 7 del 1995.
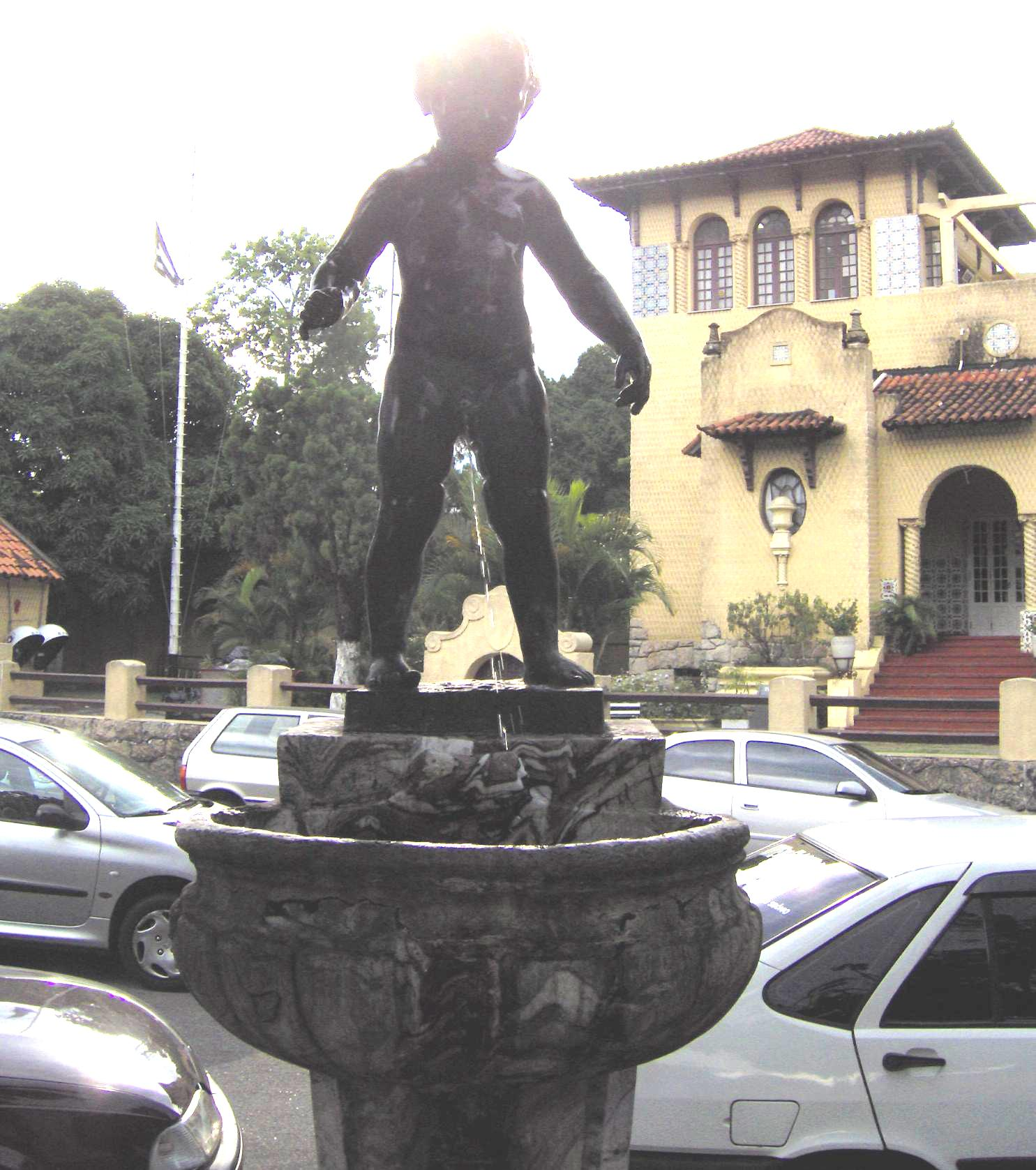
Estàtua de Manequinho.
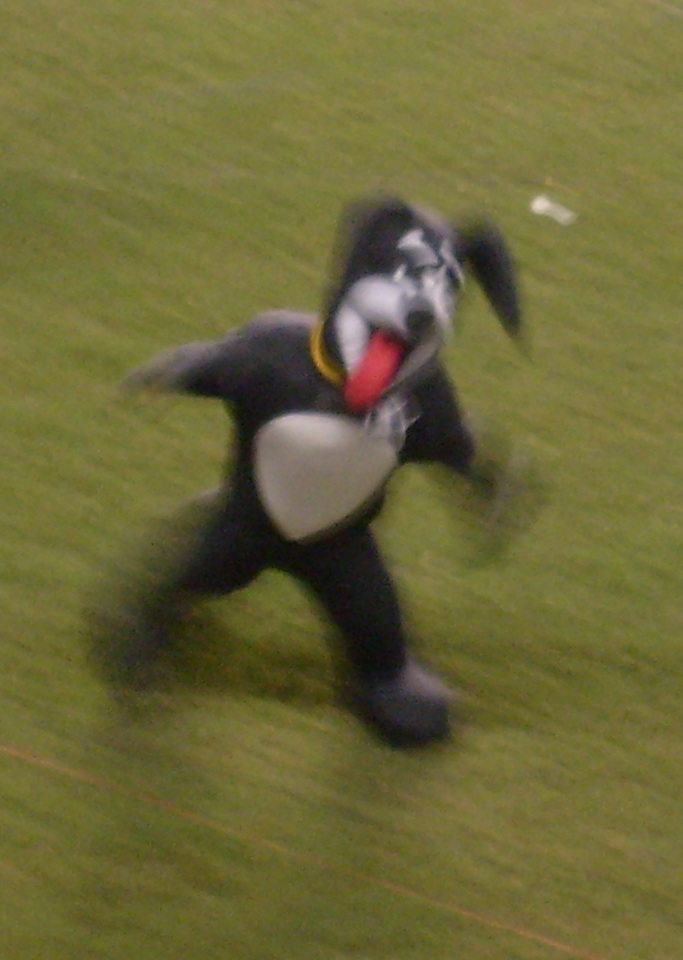
Mascota.
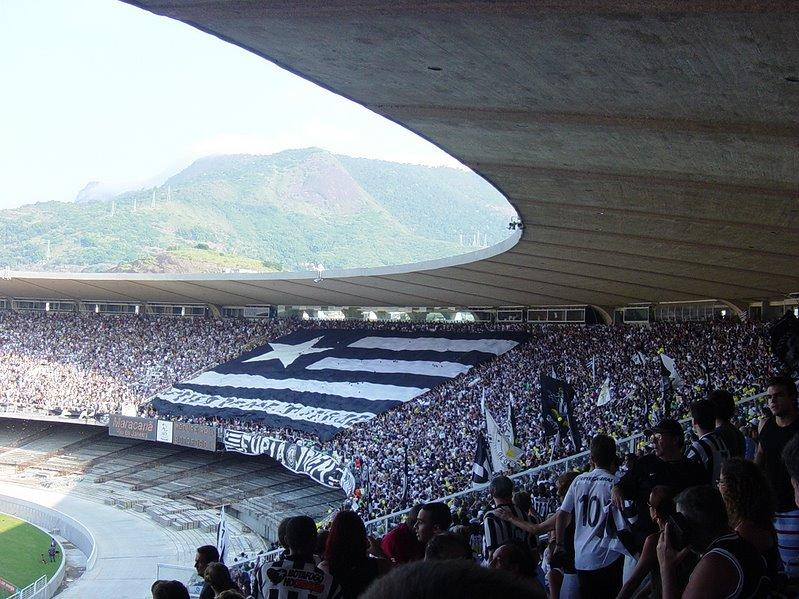
Seguidors del Botafogo a l'estadi Maracaná.
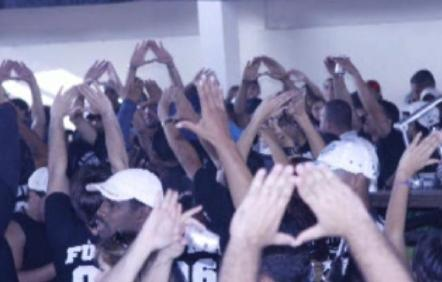
Membres de la Fúria Jovem.